# 沃傑機場
沃傑機場 （英語：Wotje Airport）是1983年6月啟用位於馬紹爾群島沃傑環礁的1座民用簡易機場。美國聯邦航空總署分配給該簡易機場的代碼為N36；國際航空運輸協會分配的代碼為WTE。

## 機場設施
機場設有一條草皮鋪面的跑道，長度為1,303公尺長、23公尺寬（4,275呎長、75呎寬）只能起降小型飛機，機場沒有設置塔台。

## 航空公司與目的地
| 航空公司       | 目的地             | 備註 |
| -------------- | ------------------ | ---- |
| 馬紹爾群島航空 | 馬紹爾群島國際機場 |      |

## 外部連結
- AirNav： N36機場資訊 （页面存档备份，存于）
- 圖片集： 沃傑機場 （页面存档备份，存于）